# Paukkhaung
Paukkhaung är en kommun i Myanmar.   Den ligger i regionen Bagoregionen, i den centrala delen av landet, 100 km sydväst om huvudstaden Naypyidaw. Antalet invånare är 117 164.